# Isla Lagartija
La isla Lagartija, Caicué o Kaikué-Lagartija es un islote chileno ubicada en la región de Los Lagos, al sector noroeste del golfo de Ancud, a seis kilómetros de navegación de la caleta de pescadores de Calbuco. La isla inhabitada cuenta con características únicas, albergando a más de una veintena de especies de aves y siendo un particular sitio de nidificación de al menos siete de ellas. En 2017 fue declarada Santuario de la Naturaleza.

## Historia
Restos de conchales, vestigios de corrales de pesca y un lugar para el desembarco de canoas establecen que el islote fue utilizado por tribus nómades que habitaron lo que hoy es el sur de Chile.
Durante la segunda mitad del siglo XVIII ya era conocida como «Lagartija». El misionero jesuita Segismundo Guell la conoció entre 1769 y 1770 y realizó una breve pero detallada descripción de ella, caracterizándola como un lugar de destierro:

Navegando al nordeste se encuentra, en medio de aquel mar, una pequeña isleta Ilamada de Las Lagartijas o Caicua por abundar en ellas. Tiene como veinte pasos con una fuente perenne de agua cristalina muy buena. No está habitada, si no queremos llamar sus habitadores los perros, que cuando hacen algún delito destierran allá los indios por tiempo, manteniéndose, en aquel destierro, de los mariscos (si bien son pocos) que arroja la mar a aquélla, si se puede llamar playa.
Segismundo Guell.

Por su parte, Francisco Astaburuaga dice en su Diccionario Jeográfico de la República de Chile de 1867 que la isla también era llamada «isla Corva».
El naturalista francés Claudio Gay visitó Kaikué en 1836, ocasión en que consignó la presencia de pingüinos de Magallanes en la isla.
La existencia de una colonia permanente de pingüinos magallánicos recién causó interés público en 2009 luego de que en enero de ese año se aprobara la construcción de una planta petrolera de Copec en isla Quihua, a tan solo seis kilómetros de isla Lagartija, con el consiguiente riesgo para la avifauna del sector en caso de que hubiera un derrame de petróleo en el área. Dos años después, la recién inaugurada planta sufrió un derrame de petróleo, por lo que al año siguiente —en 2012— la Municipalidad de Calbuco conformó una mesa de trabajo con distintos entes gubernamentales para postular a la isla como Santuario de la Naturaleza.

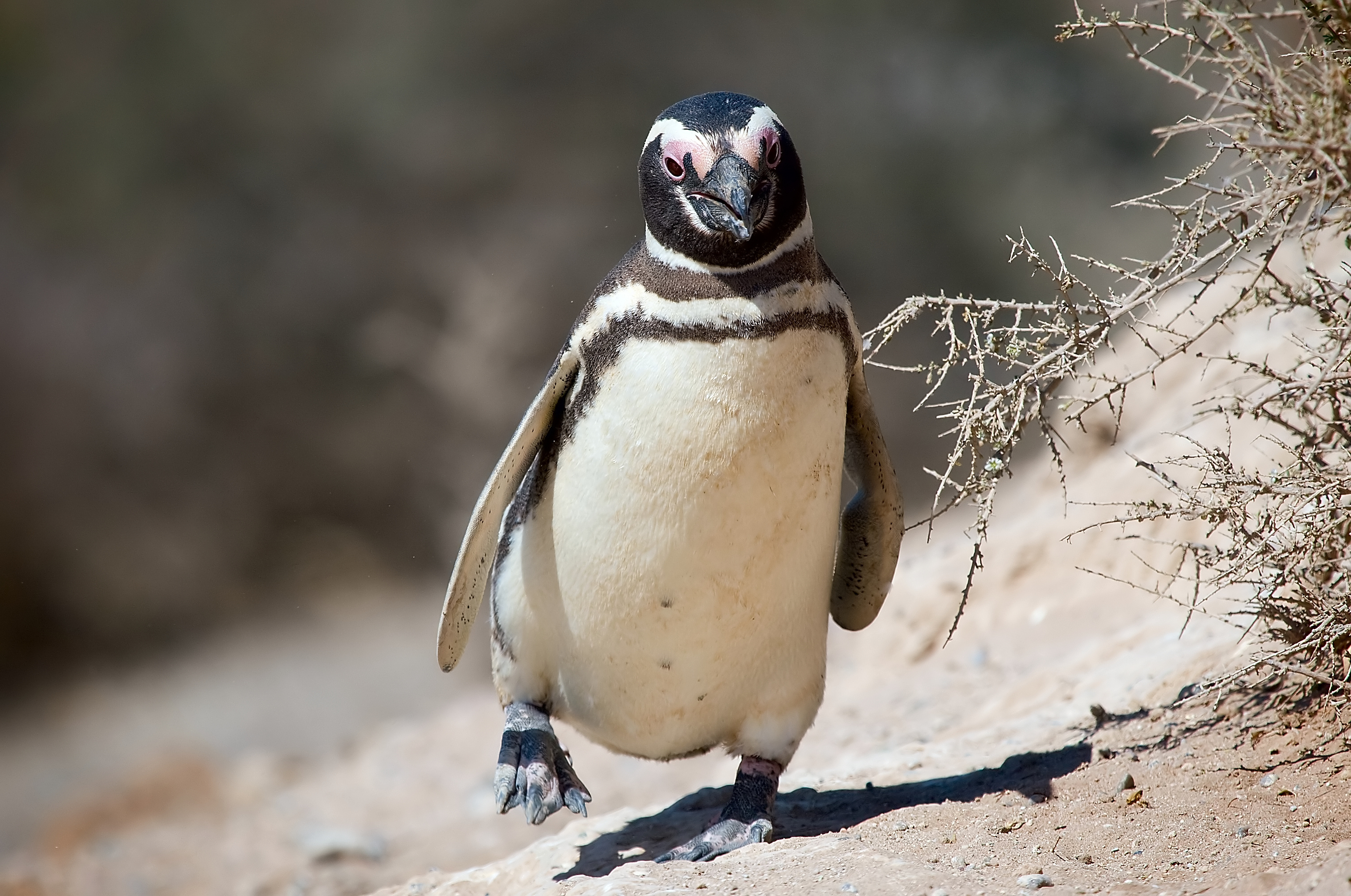
Pingüino de Magallanes o patranca (Spheniscus magellanicus)

En 2014, un grupo de investigadores de la Universidad de Los Lagos determinó la presencia de siete especies de aves marinas costeras que la utilizan para nidificación. Además se estableció la presencia de 24 especies de aves que se refugian y/o alimentan en la isla y bancos naturales con una importante población recursos bentónicos. El trabajo también determinó que la isla tiene un rico patrimonio natural y sociocultural al encontrarse vestigios de antiguas formas de pesca. Ese mismo año se inscribió el islote a nombre del fisco. El proceso para declarar a la isla como Santuario de la Naturaleza, con el fin de proteger su patrimonio natural, se inició formalmente en 2016.
En noviembre de 2017 fue publicado en el Diario Oficial el decreto del Ministerio del Medio Ambiente que otorgó a la isla la categoría de Santuario de la Naturaleza. Administrado por la municipalidad de Calbuco.

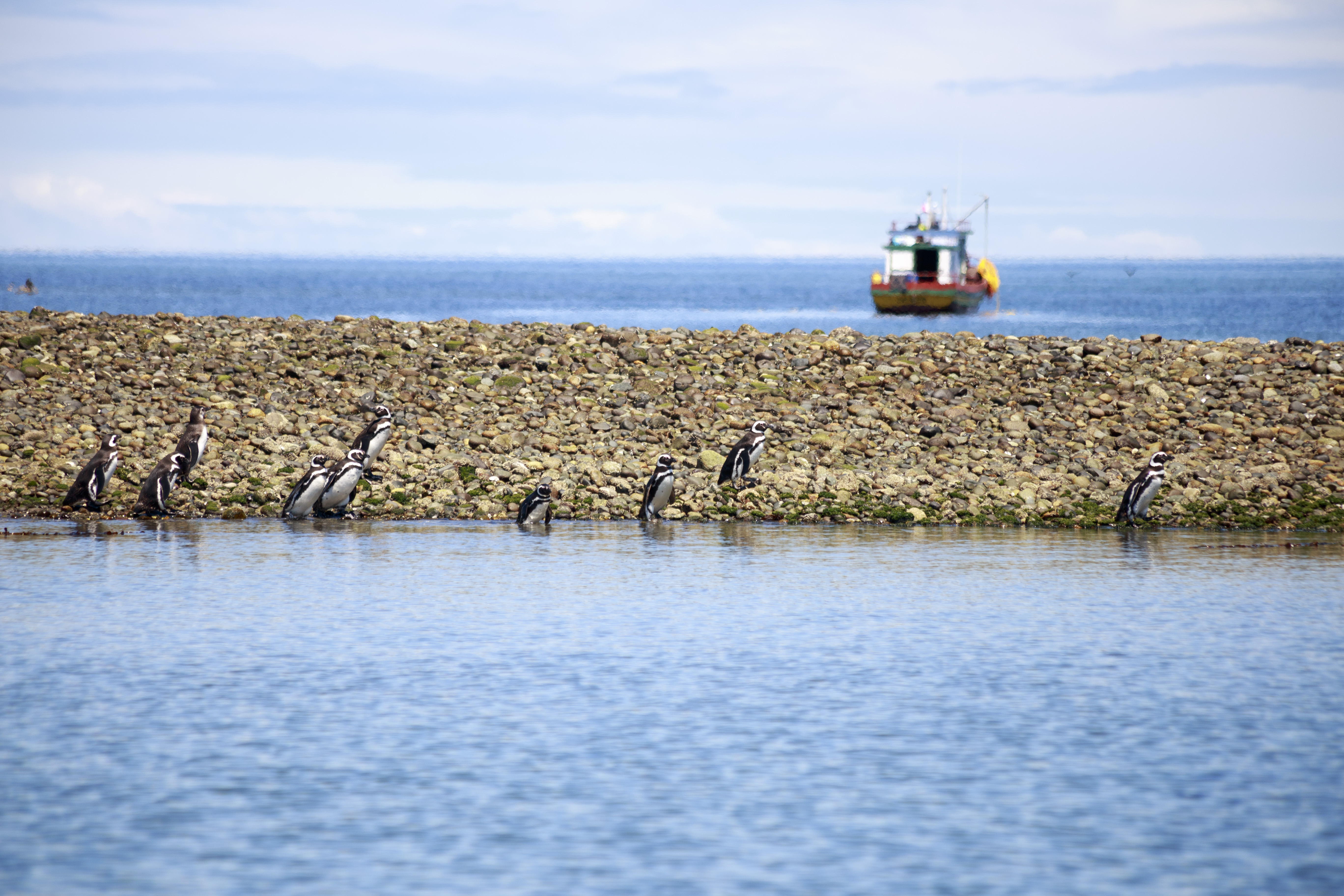
Pingüinos de Magallanes en isla Lagartija.

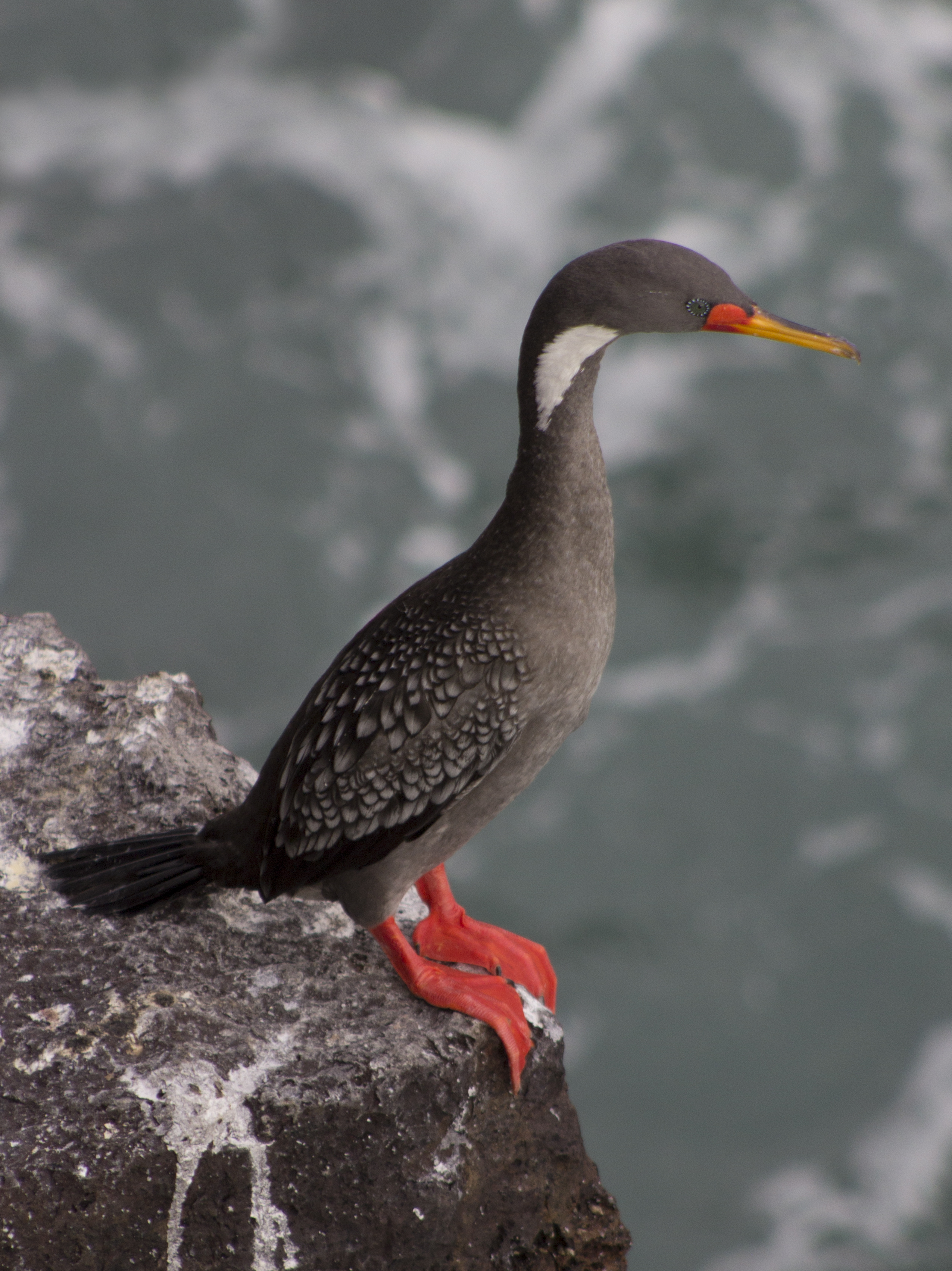
Cormorán lile o pato lile (Phalacrocorax gaimardi)

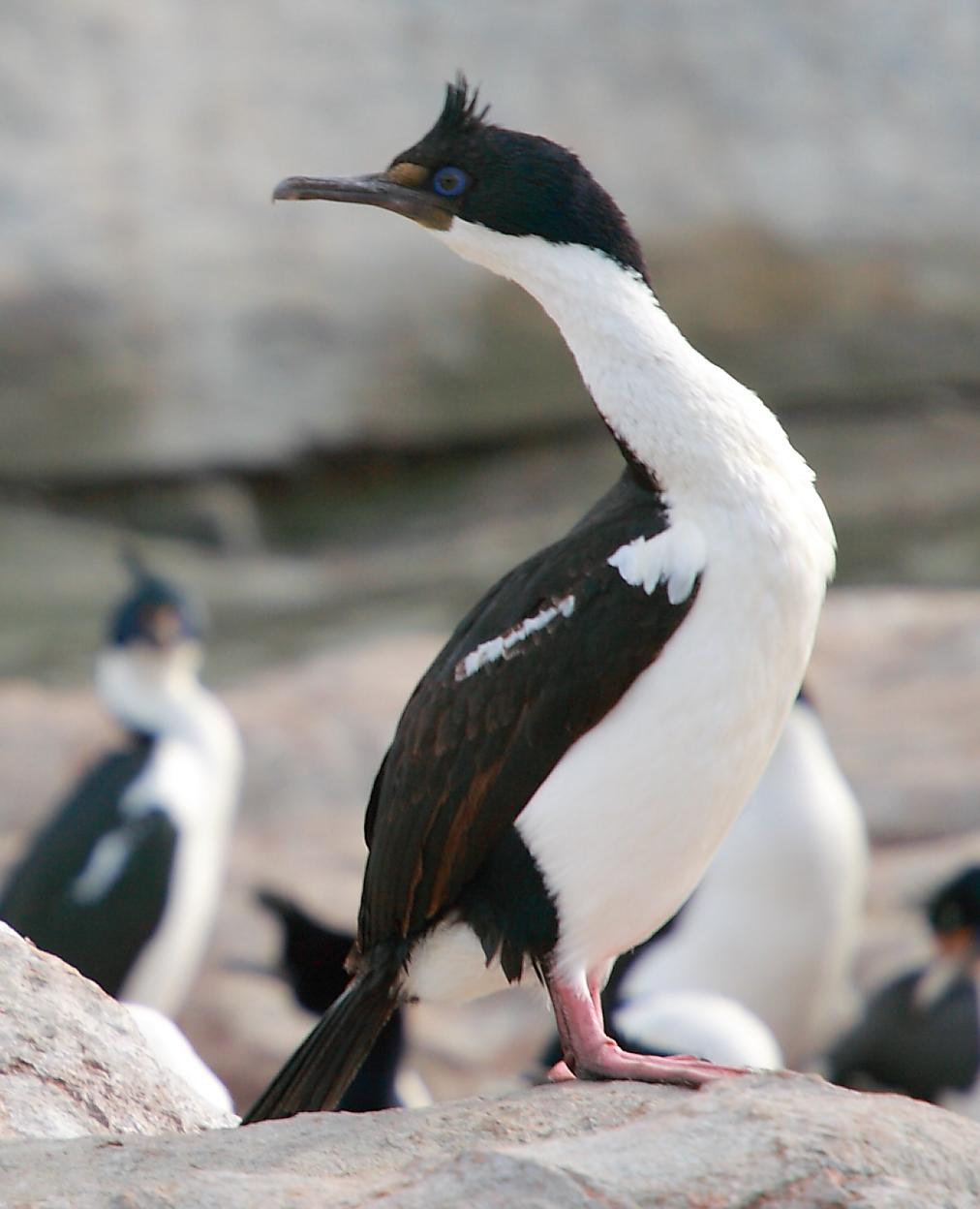
Cormorán Imperial Phalacrocorax atriceps

La calidad de Santuario de la Naturaleza permite a investigadores realizar estudios zoológicos, ecológicos y botánicos. Además de conservar el patrimonio natural que existe en la isla. Es necesario mencionar que la isla no tiene intervención del ser humano.

## Geografía
La isla se ubica en el noroeste del golfo de Ancud en la comuna de Calbuco —entre las islas Huapi Abtao y Quihua— a tres kilómetros de la costa continental. Tiene forma larga y angosta, principalmente playa, que se extiende de norte a sur —con forma de «Lagartija» vista desde el aire— y un peñasco cubierto de vegetación en la zona central. 

### Oceanografía
En las costas del golfo de Ancud cada día se observan generalmente dos pleamares (alta marea) y dos bajamares, muy desiguales principalmente respecto a la altura de las pleamares, en verano la diurna es más alta y en invierno es lo contrario. La gran variación de mareas hace que en bajamar la superficie de isla Lagartija alcance las 30,2 hectáreas (0,3 km²), mientras que en pleamar solo llega a 0.75 hectáreas (zona del peñasco).

## Fauna
Isla Lagartija es el único lugar en el mar interior de Chiloé donde anida el pingüino de Magallanes. La temporada se extiende de septiembre a abril. Se estima que más de 200 parejas de pingüinos anidan en el lugar. El islote también alberga a más de una veintena de especies que usan el sector como lugar de descanso o pernoctación.
Especies endémicas:
- Cormorán de las rocas (Phalacrocorax magellanicus)
- Cormorán imperial (Phalacrocorax atriceps)
- Churrete (Cinclodes patagonicus)
- Gaviota dominicana (Larus dominicanus)
- Lile (Phalacrocorax gaimardi)
- Pingüino de Magallanes (Spheniscus magellanicus)
- Quetru (Tachyeres patachonicus).